# بيتر تشرشل
بيتر مورلاند تشرشل (بالإنجليزية: Peter Churchill)‏ (14 يناير 1909- 1 مايو 1972) ضابط تنفيذي في العمليات الخاصة، بريطاني الجنسية حائز على وسام الخدمة المتميزة. حظيت العمليات التي نفذها أثناء الحرب والتي نتج عنها إلقاء القبض عليه وسجنه في معسكرات الاعتقال الألمانية، وزواجه من زميلته الضابط التنفيذي أوديت سانسوم، باهتمام كبير أثناء الحرب وبعدها، وظهرت في فيلم عام 1950.

## نشأته وعمله
والد تشرشل قنصل بريطاني يدعى ويليام ألجيرنون تشرشل (1865-1947) عمل في الموزامبيق، أمستردام، بارا في البرازيل، ستوكهولم، ميلان، باليرمو، الجزائر، وهو أيضًا خبير في الفن ومؤلف العمل الذي ما زال يعتبر المرجع القياسي في صناعة الأوراق المبكرة في أوروبا واسمه (العلامات المائية على الورق). أمه فيوليت (الاسم عند الولادة فيوليت ماير). أخواه والتر تشرشل؛ طيار في سلاح الجو الملكي خلال الحرب، وأوليفر تشرشل الذي كان أيضًا ضابطًا تنفيذيًا في العمليات الخاصة.
ولد بيتر في أمستردام في هولندا في 14 يناير 1909. تلقى التعليم في مدرسة مالفيرن من 1923 إلى 1927، وأمضى بعدها 18 شهرًا في تشيلون كاسل، ثم درس في جامعة جنيف.  من 1929 إلى 1932، قرأ اللغات المعاصرة في كلية كيوس في جامعة كامبريدج. أجاد تشرشل الفرنسية إلى جانب لغته الأم الإنكليزية وكان طليقًا في الإسبانية والإيطالية. برع في الرياضات وكان مشهورًا بكونه أحد أفضل لاعبي هوكي الجليد الذين عرفتهم الجامعة. كان تشرشل كابتن نادي هوكي الجليدفي جامعة كامبريدج عام 1932 وفاز في 15 مباراة دولية. برع في الغوص الاستعراضي وكان متزلجًا من الطراز الأول، ويلعب الغولف أمام ستة عوائق.
انتقل للعمل في السلك الدبلوماسي البريطاني وشغل منصب نائب القنصل البريطاني في هولندا من 1934 إلى 1935، والوالي في وهران في الجزائر من 1935 إلى 1936. وكان وكيل السير نورمان بيركت في اللجنة الاستشارية في وزارة الداخلية من سبتمبر 1939 إلى أغسطس 1940، وصار لاحقًا رئيس اللجنة.

## النشاطات في زمن الحرب
بعد اندلاع الحرب العالمية الثانية، ركب تشرشل وثلاثة من زملائه الغواصة «إتش إم إس أنبروكن» في 11 أبريل 1941 ورسوا عبر القوارب في خليج أنتيب في 20 أبريل، عاد تشرشل في نفس الليلة إلى الغواصة مع فرانسوا داستيه دو لا فيجري (بارون داستيه دو لا فيجري)، الذي لُقب باسم بيرنارد.
تابع تشرشل عمله كضابط مخابرات وانضم إلى مدير العمليات الخاصة في يونيو 1941، وعين في القسم الفرنسي. أسماؤه المشفرة: ميشيل، راؤول، بيير أوليفيه. تسلل إلى فرنسا أربع مرات، اثنتان منهما عبر الغواصة واثنتان عبر الطائرة.
في 1 يناير 1942 وصل إلى ميرامار عبر الغواصة لتزويد دائرة «كارت» بالدعم وتقييمها وكانت من مقاتلي «ماكي» والثورة الفرنسية. وعاد إلى بريطانيا مرورًا بإسبانيا في 14 فبراير. رُقّي إلى رتبة نقيب خلال عودته.
في 1 مارس 1942 وصل إلى جنوب فرنسا عبر الغواصة لتسليم أربعة أشخاص.
في 27 أغسطس 1942 هبط بالمظلة في جنوب فرنسا وذهب إلى مدينة كان لتنظيم وتنسيق شبكة «المغزل» التابعة للعمليات الخاصة، وتطورت علاقة بينه وبين ساعيته الفرنسية أوديت سانسوم. أدارت شبكة المغزل تسليم التزويدات لدعم كارت. بعد محاولات تشرشل غير الناجحة لترتيب رحلة طيران لنقله مع أعضاء في شبكة كارت، نقل مقر شبكة المغزل إلى أنيسي. عاد إلى المملكة البريطانية في 23 مارس 1943.
اخترقت الاستخبارات الألمانية «أبفير» شبكة المغزل في النهاية. ذهب تشرشل إلى إنكلترا في 23-24 مارس 1943، وفي 15 أبريل هبط بالمظلة مجددًا في الجبال فوق سانت جوريز على ضفاف بحيرة أنيسي. ولكنه اعتقل مع سانسوم بعد يومين في سانت جوريز من قبل هوغو بليشير من الاستخبارات الألمانية.
في المعتقل، ادعى تشرشل وسانسوم أنهما زوجين، وأنهما من أقرباء وينستون تشرشل، وذلك ليحظوا بالاهتمام ويقللوا احتمال إعدامهما بتهمة التجسس. أُرسلا إلى معسكرات اعتقال مختلفة، حيث عُذبا وحكم عليهما بالإعدام، وهرب كلاهما من تلك العقوبة.
نقل تشرشل أولًا إلى الثكنات الألمانية في أنيسي، ثم إلى فريسنيس، حيث بقي حتى 13 فبراير 1944، عندما نقل إلى برلين للاستجواب، عذب مدة من الوقت في الطابق الخامس من المقر رقم 84 في باريس. في 2 مايو أرسل إلى معسكر الاعتقال «سوندرلاجر أ زاكسينهاوزن» حيث احتُجز في الحبس الانفرادي مدة 318 يومًا من أصل 11 شهرًا. في 1 أبريل 1945 نقل بالقطار إلى فلوسنبيرغ التي تبعد 50 ميلًا في جنوب شرق بايرويت، واحتجز هناك 3-4 أيام ثم نقل بشاحنة وبلاك ماريا في رحلة استغرقت 30 ساعة إلى داخاو، وأودع في بيت رسمي للدعارة (فارغ) في معسكر اعتقال داخاو مع ضباط آخرين من جنسيات مختلفة، منهم الجنرال الإيطالي غاريبالدي ورئيس أركانه العقيد فيرارو. في اليوم التالي، بينما كان الأمريكيون يقتربون من داخاو، نُقل تشرشل و30 ضابطًا آخر بالحافلة إلى إنسبروك،حيث احتُجز في مطار شترافلاغر. انضم إليهم 140 سجينًا مهمًا (ذه بروميننتن أو البارزين)، بمن فيهم المستشار النمساوي السابق، الدكتور كورت شوشنيغ. في 24 أبريل 1945، نقل تشرشل من داخاو عبر ممر برينر إلى فيلاباسا (نيدادوف في تيرول)، مع الكثير من نزلاء معسكرات الاعتقال البارزين من مختلف الدول، إذ تركت قوات شوتزشتافل (إس إس) السجناء خلفها عند اقتراب القوات الأمريكية.
في 27 إبريل، نُقل 15 ميلًا جنوبًا إلى وايلدسي، حيث حُرر في 4 مايو على يد الفيلق الخامس في جيش الولايات المتحدة. نُقل إلى نابولي لاستجوابه من قبل ضباطإدارات التحقيق في الجرائم، وليقدم الشهادة ضد خاطفيه. في 12 مايو 1945، نُقل تشرشل إلى إنجلترا على متن طائرة خاصة تابعة لشركة طيران مارشال غارو.
أرسلت أوديت إلى معسكر اعتقال رافنسبروك، حيث تحملت تعذيبًا رهيبًا، لكنها لم تكشف عن أي شيء لخاطفيها.
يقول اللواء كولين ماكفينغوبينس عن بيتر تشرشل في توصياته:
«نفذ هذا الضابط أربع مهام سرية في فرنسا بين نهاية عام 1941 وربيع عام 1943. وصل لأول مرة إلى جنوب فرنسا عبر غواصة في ديسمبر 1941 بمهمة التواصل مع المنظمين الرئيسيين في تلك المنطقة غير المأهولة، لإبلاغهم التوجيهات ومعالجة مختلف الصعوبات التي يواجهونها وتحسين الاتصالات والترتيب لمساعدة المعتقلين من أعضاء المنظمة. تضمنت هذه المهام القيام بالكثير من السفر والارتباطات الخطرة، لكن تشرشل نفذ المهمة بنجاح كامل وعاد إلى إنجلترا في أوائل فبراير 1942.
كانت مهمته الثانية تنظيم تسلل عدد من العملاء إلى جنوب فرنسا عبر البحر. تطلب ذلك إقامة تشرشل مدة قصيرة في فرنسا، مع هذا كانت مهمة حساسة وخطرة. كانت شجاعة تشرشل وبراعته السبب الرئيسي في نجاح هذه العملية.
في أبريل عام 1942، هبط تشرشل بالمظلة في فرنسا، للعمل كضابط اتصال رئيسي لمجموعة مقاومة كبيرة في الجنوب. عمل لعدة أشهر في تنظيم عمليات إسقاط المظلات واستقبال العملاء عبر البحر على ساحل البحر المتوسط. كانت عملياته دومًا منظمة بشكل جيد وقد عرض نفسه لمخاطر كبيرة لضمان التخلص الآمن من العملاء المتسللين.
في مارس 1943، ذهب النقيب تشرشل إلى إنجلترا في زيارة قصيرة للتشاور. اعتقل بعد شهرين من عودته إلى فرنسا في مايو 1943. في ذلك الوقت، كان تشرشل قد جعل إدارة التنظيم لا مركزية إلى الحد الذي سمح لعمله أن يستمر بعد اعتقاله من قبل الآخرين. أطلق سراحه من قبل قوات الحلفاء في ألمانيا في مايو 1945.
لقد عمل النقيب تشرشل بلا كلل أو أنانية لفترة طويلة في ظروف صعبة للغاية، وأظهر شجاعة وقيادة وقدرة تنظيمية بارزة، ما أكسبه الاحترام والإعجاب من جميع الذين تواصلوا معه.  يوصى بشدة بمنحه وسام الخدمة المتميزة.

## بعد الحرب
يحكي فيلم أوديت عام 1950 مآثر أوديت وبيتر في زمن الحرب، لعب تريفور هوارد دور بيتر تشرشل ولعبت آنا نيجل دور البطولة «أوديت».
تزوج بيتر تشرشل وأوديت سانسوم في لندن عام 1947، وانفصلا عام 1956. عاش تشرشل في فرنسا بعد انقضاء الحرب، واستقر في «لو روريت» بالقرب من مدينة كان، إذ عمل في مجال العقارات، وبقي هناك حتى وفاته في عام 1972.

## كتبه
- من اختيارهم (1952)
- مبارزة الدهاء (1953)
- الروح في القفص (1954)
- بضوء القمر (1958)
- كل شيء عن الريفيرا الفرنسية (1960)

## كتب أخرى
- مبارزة الدهاء، الطبعة الأمريكية (تجمع النسختين البريطانيتين من «مبارزة الدهاء» و«من اختيارهم») 1955.
- الروح في القفص، الطبعة الأمريكية 1955.